# Dani Calvo
Daniel Pedro Calvo San Román (Huesca, Aragón, España, 1 de abril de 1994), conocido deportivamente como Dani Calvo, es un futbolista español que juega como defensa en el Real Oviedo de la Primera División de España.

## Trayectoria
Es hijo de Ramón Calvo Val, quien fuera futbolista de la S. D. Huesca, Real Valladolid o Deportivo de La Coruña en los años 1980.
Comenzó su carrera en las equipos inferiores del Peñas Oscenses, acompañado de su padre que fue su entrenador en todas las categorías que disputó con el cuadro oscense. En verano de 2012, siendo juvenil de último año, abandonó la escuadra oscense para fichar por el equipo juvenil División de Honor del C. D. Numancia. La temporada siguiente fue ascendido al equipo filial de los sorianos de Tercera División donde alternaría entrenamientos con el primer equipo soriano.
Debutó en Segunda División en el último partido de la temporada, el 8 de junio de 2014 contra la S. D. Eibar en el Nuevo Estadio Los Pajaritos, partido que terminaría con un resultado de 1-1. En febrero de 2015 renovó su contrato con el conjunto soriano hasta verano de 2017.
Durante el mercado estival de 2015 se incorporó en forma de préstamo al Atlético Levante de Segunda División B, filial del Levante U. D., para una temporada.
En diciembre de 2018 llegó cedido al Elche Club de Fútbol hasta el final de la temporada.
El 27 de julio de 2021 se acabó desvinculando del Elche C. F. y firmó con el Real Oviedo de la Segunda División por dos temporadas con opción a una tercera. El 24 de febrero de 2023, el Real Oviedo anuncia la renovación del jugador hasta junio de 2024.

## Clubes

### Carrera profesional
| Club                            | País   | Año       |
| ------------------------------- | ------ | --------- |
| C. D. Numancia                  | España | 2013-2015 |
| Atlético Levante U. D. (cesión) | España | 2015-2016 |
| C. D. Numancia                  | España | 2016-2018 |
| Elche C. F. (cesión)            | España | 2019      |
| Elche C. F.                     | España | 2019-2021 |
| Real Oviedo                     | España | 2021-act. |

### Estadísticas[8]
Actualizado a 24 de junio de 2024.
| Club                            | Div.          | Temporada     | Liga  | Liga  | Copas nacionales | Copas nacionales | Total | Total |
| Club                            | Div.          | Temporada     | Part. | Goles | Part.            | Goles            | Part. | Goles |
| ------------------------------- | ------------- | ------------- | ----- | ----- | ---------------- | ---------------- | ----- | ----- |
| C. D. Numancia · España         | 2.ª           | 2013-14       | 1     | 0     | —                | —                | 1     | 0     |
| C. D. Numancia · España         | 2.ª           | 2014-15       | 13    | 0     | 1                | 0                | 14    | 0     |
| Atlético Levante U. D. · España | 2.ª B         | 2015-16       | 30    | 1     | —                | —                | 30    | 1     |
| Atlético Levante U. D. · España | Total club    | Total club    | 30    | 1     | —                | —                | 30    | 1     |
| C. D. Numancia · España         | 2.ª           | 2016-17       | 24    | 3     | —                | —                | 24    | 3     |
| C. D. Numancia · España         | 2.ª           | 2017-18       | 28    | 0     | 5                | 0                | 33    | 0     |
| C. D. Numancia · España         | 2.ª           | 2018          | 7     | 0     | —                | —                | 7     | 0     |
| C. D. Numancia · España         | Total club    | Total club    | 73    | 3     | 6                | 0                | 79    | 3     |
| Elche C. F. · España            | 2.ª           | 2019          | 20    | 1     | —                | —                | 20    | 1     |
| Elche C. F. · España            | 2.ª           | 2019-20       | 41    | 1     | 2                | 0                | 43    | 1     |
| Elche C. F. · España            | 1.ª           | 2020-21       | 23    | 2     | 2                | 0                | 25    | 2     |
| Elche C. F. · España            | Total club    | Total club    | 84    | 4     | 4                | 0                | 88    | 4     |
| Real Oviedo · España            | 2.ª           | 2021-22       | 41    | 1     | —                | —                | 41    | 1     |
| Real Oviedo · España            | 2.ª           | 2022-23       | 36    | 2     | 2                | 0                | 38    | 2     |
| Real Oviedo · España            | 2.ª           | 2023-24       | 44    | 2     | 1                | 0                | 41    | 2     |
| Real Oviedo · España            | Total club    | Total club    | 121   | 5     | 3                | 0                | 124   | 5     |
| Total carrera                   | Total carrera | Total carrera | 308   | 13    | 13               | 0                | 321   | 13    |

(Incluye partidos de 1.ª, 2.ª, 2.ªB, Copa del Rey y promociones de ascenso)